# Ове Гег-Гульдберг
Ове Гег-Гульдберг, або Ове Геґ-Ґульдберґ, (1 вересня 1731 — 7 лютого 1808) — данський державний діяч, де-факто прем'єр-міністр Данії у 1772—1784 роках. Історик, перекладач, протестантський теолог.

## Життєпис
Був сином бідного ютландського торговця. За допомогою покровителів здобув богословську освіту, 1761 став професором історії. Як і багато інших вчених представників середнього класу він поєднував у собі патріотичного прагматика й ортодоксального рояліста.
1764 він познайомився з королевою Юліаною Марією, ставши вчителем її сина, Фредеріка, а з 1771 — також і її секретарем. На новій посаді впливав на принца, виховуючи його в націоналістичному та консервативному дусі. Бувши палким монархістом, він боровся проти правління Йоганн Фредерік Струенсе, вважаючи того революціонером та узурпатором. 1771 він став одним із лідерів змови проти останнього.
Після падіння Струенсе 1772 року Гульдберг став лідером нового уряду. За кілька років він отримав дворянство, а разом із ним і префікс до прізвища Гег.
Врядування Гульдберга відзначилось миром та спокоєм, що спочатку створило сприятливі фінансові умови в країні. Його внутрішня політика зробила його популярним серед простого люду. Також він підтримував данських письменників і поетів, серед яких був Йорген Соега. Різке послаблення його уряду було пов'язано з фінансовими негараздами та зростанням корупції. Окрім того, Гульдберг продемонстрував, що не розуміє проблем селянства, скасувавши більшість реформ Струенсе.
Зниження економічних показників після завершення американської війни за незалежність підірвало його популярність, проте вирішальним фактором стало те, що він розійшовся у поглядах зі своїми роботодавцями — королівською родиною. У квітні 1784 він був змушений піти у відставку.
Ове Гег-Гульдберг має багато прямих нащадків, серед яких і його повний тезка австралійський біолог Ове Гег-Гульдберг.